# ريتشارد هولبروك
ريتشارد تشارلز ألبرت هولبروك (بالإنجليزية: Richard Holbrooke) (24 أبريل 1941 - 13 ديسمبر 2010) هو دبلوماسي ورئيس تحرير مجلة ومؤلف وأستاذ ومصرف استثماري أمريكي وكان مسؤولا في فرق السلام. وكان الوحيد الذي شغل منصب مساعد وزير الخارجية في منطقتين مختلفتين من العالم (آسيا من 1977 إلى 1981 وأوروبا من 1994 إلى 1996).
كان هولبروك سفير الولايات المتحدة في ألمانيا من عام 1993 إلى 1994. وكان معروفا في الاوساط الدبلوماسية والصحافية، قد حقق شهرة عامة كبيرة عندما توسط مع رئيس الوزراء السويدي السابق كارل بيلت في التوصل إلى اتفاق سلام بين الفصائل المتحاربة في البوسنة وتبعه توقيع اتفاقية دايتون للسلام في 1995. كان هولبروك مرشحا قويا ليخلف وارن كريستوفر المتقاعد على منصب وزير الخارجية، لكن الرئيس بيل كلينتون اختار مادلين أولبرايت بدلا منه في 1996. ومن عام 1999 إلى عام 2001، عمل هولبروك سفيرا للبلاد لدى الامم المتحدة.
كما كان مستشارا للحملة الرئاسية للسيناتور جون كيري في عام 2004. انضم هولبروك بعد ذلك إلى الحملة الرئاسية للسناتور هيلاري كلينتون وأصبح مستشارا للسياسة الخارجية. واعتبر هولبروك المرشح المحتمل لمنصب وزير الخارجية في حالة انتخاب كيري أو هيلاري كلينتون. وفي يناير 2009، عين هولبروك مستشارا خاصا في باكستان وأفغانستان، وعمل في إدارة الرئيس باراك أوباما ووزيرة الخارجية هيلاري كلينتون. 
```
وبقي في منصبه حتى توفي من مضاعفات 
تسلخ الأبهر
 في 13 ديسمبر 2010. 
[
6
]
```

كان طموح هولبروك الذي لم يتحقق هو أن يصبح وزيرا للخارجية. واعتبر إلى جنب جورج كينان وشيب بولن من بين أهم الدبلوماسيين الأمريكيين الذين لم ينالوا منصبا حكوميا. واعتبر العديدون دور هولبروك في اتفاق دايتون أنه يستحق جائزة نوبل للسلام. 

## عن حياته
بعام 1962 تخرج من جامعة براون، والتحق بعد ذلك في الخدمة الخارجية. وبعد تدربة على اللغة الفيتنامية عمل كممثل مدني لوكالة التنمية الدولية في فيتنام الجنوبية، وانتقل بعد ذلك إلى السفارة الأمريكية في سايغون وعمل مساعدًا لسفراء الولايات المتحدة هناك. وعندما شكل الرئيس ليندون جونسون فريقًا من خبراء فيتنام للعمل في البيت الأبيض وذلك بعد تصاعد النزاع في فيتنام. كما عمل بالفترة من 31 مارس 1977 إلى 31 يناير 1981 مساعدًا لوزير الخارجية لشؤون شرق آسيا والمحيط الهادي. وبين عامي 1993 و1994 عمل سفيرًا للولايات المتحدة في ألمانيا. وفي 13 سبتمبر 1994 عين مساعدًا لوزير الخارجية لشئون أوروبا وكندا، واستمر بمنصبة حتى 21 فبراير 1996، وقد عمل خلال هذه الفترة على التوصل إلى اتفاقية دايتون والتي أنهت الصراع المسلح في البوسنة والهرسك، ويعتبر البعض مهندس هذه الاتفاقية. وفي 25 أغسطس 1999 عين سفيرًا للولايات المتحدة لدى الأمم المتحدة، وظل بالمنصب إلى 20 يناير 2001. وبعد تولي باراك أوباما للرئاسة عين في 22 يناير 2009 مبعوثًا خاصًا لأفغانستان وباكستان.

## وفاته
توفي هولبروك في 13 ديسمبر 2010 في الباكستان عن 69 عاما بعد أن أجريت له جراحة قبل يومين لإصلاح تمزق في الشريان الأورطي، وقد نقل هولبروك في حالة حرجة إلى مستشفى جامعة جورج واشنطن إثر سقوطه مغشيا عليه داخل مكتبه في وزارة الخارجية.

## كتاباته
- 1991: Clifford, Clark, with Richard Holbrooke. – Counsel to the President: A Memoir. – New York, New York: راندوم هاوس. – ISBN 978-0-394-56995-6.
- 1998: To End a War. – New York, New York: Random House. – ISBN 978-0-375-50057-2.

## روابط خارجية
- ريتشارد هولبروك على موقع الموسوعة البريطانية (الإنجليزية)
- ريتشارد هولبروك على موقع مونزينجر (الألمانية)
- ريتشارد هولبروك على موقع إن إن دي بي (الإنجليزية)